# MARETU
MARETU（マレツ）は、日本のボカロP、ソングライター。代表曲に「コインロッカーベイビー」「うみなおし」「しう」などがある

## 略歴
2011年1月、ニコニコ動画に「廻天爽快 残虐ver」(現在削除済)を投稿しボカロPとしてデビュー。同じくボカロPのwowakaに影響を受けた。当初は「P　名　言　っ　て　み　ろ　！」などの「ネタ曲」を投稿していたが、2013年頃に投稿した「コインロッカーベイビー」以降は、白黒の配色と文字で構成されたイラストのMV、人間の醜い感情（ドロドロとした恋愛、いじめなど）を描いた歌詞などが特徴的な楽曲を作るようになった。メタル的なフレーズを多用する一方、チップチューンやポップスからの影響も受けている。また三味線など「和風」な演出が楽曲中に組み込まれていることもある。
2017年11月、プライベートの問題から活動を自粛し、2018年の元旦に、新曲「トウテツ」を発表して活動を再開した。
2023年1月、自閉症、注意欠陥・多動性障害、軽度から中等度のうつ病と診断されている。
2024年現在、約21曲がニコニコ動画で「伝説入り（100万回以上再生）」しており、YouTubeでも「うみなおし」「ホワイトハッピー」「しう」「ダーリン」「あいしていたのに」「ビノミ」「マインドブランド」「うみたがり」「脳内革命ガール」などが1000万回再生を突破している他、投稿された30曲が100万回再生を突破している。また、かいりきベアやKanariaの楽曲のリミックスなども行っている。
YouTubeサブアカウント「MARETU②」では、星のカービィやボンバーマンなどのゲームの楽曲のリミックス曲や、Xで公開したインストゥルメンタル曲、オリジナルの架空ゲームプレイ動画のようなコンテンツなどを投稿している。

## ディスコグラフィ

### 配信限定シングル
| 枚   | 配信日 | 配信日   | タイトル         | アルバム |
| ---- | ------ | -------- | ---------------- | -------- |
| 1st  | 2017年 | 3月12日  | マエガミスト     | しう     |
| 2nd  | 2017年 | 3月12日  | ドクハク         | しう     |
| 3rd  | 2017年 | 4月9日   | アイムハイ       | しう     |
| 4th  | 2017年 | 7月2日   | ホワイトハッピー | しう     |
| 5th  | 2017年 | 8月27日  | うみなおし       | しう     |
| 6th  | 2017年 | 9月30日  | ダーリン         | しう     |
| 7th  | 2018年 | 3月17日  | コウカツ         | しう     |
| 8th  | 2018年 | 4月25日  | トウテツ         | しう     |
| 9th  | 2019年 | 8月27日  | ゴキブリの味     | しう     |
| 10th | 2019年 | 11月11日 | しう             | しう     |
| 11th | 2021年 | 5月30日  | ナミダ           | 未収録   |
| 12th | 2021年 | 7月28日  | ぴんく           | 未収録   |
| 13th | 2022年 | 3月19日  | ニューダーリン   | 未収録   |
| 14th | 2023年 | 8月2日   | あいしていたのに | 未収録   |
| 15th | 2023年 | 11月16日 | エンゼル92       | 未収録   |
| 16th | 2024年 | 3月23日  | ビノミ           | 未収録   |
| 17th | 2024年 | 5月3日   | イヤイヤヨ       | 未収録   |
| 18th | 2024年 | 12月27日 | ニャン           | 未収録   |

### フルアルバム
| 枚 | 発売日         | タイトル               | 収録曲 |
| -- | -------------- | ---------------------- | --- |
| 1  | 2016年3月2日   | コインロッカーベイビー | 全15曲 1. 最終日 2. コインロッカーベイビー 3. 渇き 4. スヂ 5. 惨場 6. 少女ケシゴム 7. スクラマイズ 8. うまれるまえは 9. パケットヒーロー 10. 錯乱 11. ミセエネン 12. うみたがり 13. マインドブランド 14. 脳内革命ガール2016 Ver. 15. ラショナルタイム |
| 2  | 2019年11月17日 | しう                   | 全11曲 1. マジカルドクター 2. マエガミスト 3. アイムハイ 4. ホワイトハッピー 5. うみなおし 6. ダーリン 7. トウテツ 8. コウカツ 9. トゥール 10. ゴキブリの味 11. しう                                                                                  |

### 楽曲提供
| 発売日        | タイトル         | アーティスト | 備考                                         |
| ------------- | ---------------- | ------------ | -------------------------------------------- |
| 2014年7月2日  | やぶさか         | Gero         | 2ndアルバム「SECOND」収録曲                  |
| 2016年9月28日 | サイドワインダー | あらき       | 1stフルアルバム「THE SKY'S THE LIMIT」収録曲 |
| 2024年7月5日  | ルル             | Ado          | TVドラマ「ビリオン×スクール」主題歌          |